# Аксакалка
Аксакалка — река в России, течёт по территории Кувандыкского городского округа Оренбургской области. Устье реки находится в 1555 км от устья реки Урал по правому берегу. Длина реки составляет 18 км.

## Данные водного реестра
По данным государственного водного реестра России относится к Уральскому бассейновому округу, водохозяйственный участок реки — Урал от города Орск до впадения реки Сакмара. Речной бассейн реки — Урал (российская часть бассейна).
Код объекта в государственном водном реестре — 12010000812112200004362.